# Сан Виторе (Перуђа)
Сан Виторе је насеље у Италији у округу Перуђа, региону Умбрија.
Према процени из 2011. у насељу је живело 41 становника. Насеље се налази на надморској висини од 331 м.